# Gouvernement Delacroix I
Royaume de Belgique
Cooreman Delacroix II
Le gouvernement Delacroix I est un gouvernement catholique-libéral-socialiste qui gouverna la Belgique du 21 novembre 1918 jusqu'au 2 décembre 1919.   
Ce gouvernement est également appelé gouvernement de Lophem en référence à la ville de Lophem dans laquelle Albert Ier a mené ses consultations avant de charger Léon Delacroix de former un nouveau gouvernement. La présence de grandes figures du Parti libéral et du POB et la promesse de mettre en place le suffrage universel masculin et le droit de grève est mal vécue par les catholiques les plus conservateurs ; ceux-ci dénoncent le "coup de Lophem", voyant dans le virage à gauche orchestré par le Roi un non-respect de la représentation parlementaire et une capitulation face aux socialistes dans un contexte de tensions révolutionnaires (révolution d'Octobre en Russie et révolution en Allemagne).   
Techniquement, la réforme électorale ne respecte pas la procédure de révision constitutionnelle inscrite dans la loi (celle-ci prévoyant l'élection préalable d'une constituante) ; des élections selon l'ancien système électoral étaient cependant inconcevables pour le gouvernement dans le contexte d'après-guerre, légitimant une procédure en réalité inconstitutionnelle. La proposition des catholiques d'accorder également le droit de vote aux femmes est violemment rejeté par les libéraux. Un compromis accorde finalement le droit de vote aux femmes au niveau communal ; les veuves de soldats morts pendant la Première Guerre mondiale et les femmes ayant été emprisonnées par les Allemands pour avoir résisté à l'occupation obtiennent également le droit de vote pour les autres échelons de pouvoir.   
La participation à la conférence de paix de Paris est mal vécue par la délégation belge, qui n'obtient pas un montant jugé suffisant pour les réparations de guerre ; les revendications territoriales de la Belgique, à l'origine très nombreuses (elle revendique notamment le Grand-Duché du Luxembourg, la Flandre-Zélandaise, le Limbourg néerlandais, une partie de la Rhénanie et de l'Afrique orientale allemande), ne lui permettent que d'obtenir les cantons de l'Est et le Ruanda-Urundi (ce dernier sous mandat de la SDN). La Belgique obtient cependant l'abrogation de son statut de pays neutre. La signature du traité de Versailles a finalement lieu "faute de mieux".     
Malgré la promesse de répondre aux revendications flamandes, le gouvernement ne mène en réalité aucune politique en ce sens. Le soutien de l'Allemagne durant la Première Guerre mondiale à la frange la plus radicale du mouvement flamand fait craindre au gouvernement une menace pour l'unité de la Belgique. L'inaction du gouvernement et la répression des activistes (militants flamands ayant collaboré avec les Allemands) entraîne par réaction un renforcement du mouvement flamand.

## Composition
| Ministère                                                | Nom                    | Parti            |
| -------------------------------------------------------- | ---------------------- | ---------------- |
| Premier et ministre des finances                         | Léon Delacroix         | Parti catholique |
| Ministre des affaires étrangères                         | Paul Hymans            | Parti libéral    |
| Ministre de l'intérieur                                  | Charles de Broqueville | Parti catholique |
| Ministre des arts et des sciences                        | Alphonse Harmignie     | Parti catholique |
| Ministre de la justice                                   | Émile Vandervelde      | POB              |
| Ministre de l'agriculture                                | Albéric Ruzette        | Parti catholique |
| Ministre de l'industrie, du travail et du ravitaillement | Joseph Wauters         | POB              |
| Ministre des travaux publics                             | Édouard Anseele        | POB              |
| Ministre des chemins de fer, des postes et télégraphe    | Jules Renkin           | Parti catholique |
| Ministre de la guerre                                    | Fulgence Masson        | Parti libéral    |
| Ministre des colonies                                    | Louis Franck           | Parti libéral    |
| Ministre des affaires économiques                        | Henri Jaspar           | Parti catholique |